# Боја неба
Боја неба одређена је ефектом који се назива Рејлијево расејање. До Рејлијевог расејања долази када се светлост расејава на молекулима чији је пречник мањи од таласне дужине светлости која се расејава.

## Плаветнило неба
Када Сунчева светлост улази у атмосферу Земље један њен део се расејава на молекулима присутним у њој, и та расејана светлост одређује боју неба која се види са Земље. Плава боја неба објашњава се чињеницом да је ово расејање израженије када је таласна дужина расејане светлости мања. Стога се плава боја највише расејава и небо добија боју те, у највећој мери расејане светлости, односно плаву.

## Боја неба при заласку и изласку Сунца
У јутарњим или вечерним сатима када долази до изласка, односно заласка Сунца, такође постоји расејање светлости, при чему преовладава расејање њеног плавог дела, али небо ипак са становишта његовог посматрача задобија другу боју. Узрок тога лежи у чињеници да када је Сунце изнад хоризонта светлост до Земљине површине прелази мањи пут него када залази или излази за исти. Пошто у овом случају светлост прелази дужи пут док доспе до посматрача, велики део плаве светлости бива расејан на том путу, а светлост која до њега долази јесте она која се најмање расејала, дакле највеће таласне дужине, односно црвена. Стога је небо при заласку или изласку Сунца црвено.

## Боја неба при облачном времену
Боја облака је условљена расејањем које је другачије природе од оног које одређује плаву или црвену боју неба. Облаци су сачињени од ситних капљица воде и кристала леда, који су међутим димензија већих од таласне дужине светлости. Стога не долази до Рејлијевог расејања. Ипак светлост се и у овом случају расејава, али се све боје расејавају скоро подједнако, па облаци добијају белу(сиву) боју. Ово расејање се назива Мијево расејање.

## Комбинације
У Земљиној атмосфери се истовремено дешавају оба процеса- и Рејлијево и Мијево расејање. Услед тога долази до њиховог комбиновања, тј. небо које човек са Земље посматра има боју која је одређена са обадва ефекта. Наравно, неретко један преовладава, па стога један од та два ефекта који је доминантан резултује коначном бојом. Зато се у крајевима са мањом загађеношћу ваздуха, и повољним климатским и временским условима појављује чисто плаво небо. Ипак у прометним местима, већим градовима и разним индустријским центрима где је ваздух загађен и садржи разне примесе примарну улогу преузима Мијеово расејање, и самим тим је боја неба тада сива и мутна.